# Juha-Pekka Leppäluoto
Juha-Pekka Leppäluoto, conosciuto anche come JP Leppäluoto (Raahe, 15 novembre 1974), è un musicista finlandese.
Fino all'estate 2011 è stato cantante e compositore del gruppo finlandese Charon. Nel 2007 ha fondato la band Harmaja di cui è cantante, chitarrista e compositore. Nel 2003 ha partecipato come cantante nel primo album dei Poisonblack. Fa inoltre parte del supergruppo finlandese Northern Kings e del progetto Raskasta Joulua.

## Discografia

### Con gli Harmaja
- 2007 - Harmaja EP
- 2009 - Harmaja
- 2010 - Lento
- 2012 - Marras

### Con i Charon
- 1998 - Sorrowburn
- 2000 - Tearstained
- 2002 - Downhearted
- 2003 - The Dying Daylights
- 2005 - Songs For The Sinners

### Con i Northern Kings
- 2007 - Reborn
- 2008 - Rethroned

### Con i Poisonblack
- 2003 - Escapexstacy